# Grodziszcze (Maciejowice)
Grodziszcze – przysiółek wsi Maciejowice w Polsce, położony w województwie opolskim, w powiecie nyskim, w gminie Otmuchów.
W latach 1975–1998 przysiółek administracyjnie należał do ówczesnego województwa opolskiego.

## Nazwa
W księdze łacińskiej Liber fundationis episcopatus Vratislaviensis (pol. Księga uposażeń biskupstwa wrocławskiego) spisanej za czasów biskupa Henryka z Wierzbna w latach 1295–1305 miejscowość wymieniona jest w zlatynizowanej formie Grosziste w szeregu wsi lokowanych na prawie polskim iure polonico.